# Léo Ortiz
Leonardo Rech Ortiz, meglio noto come Léo Ortiz (Porto Alegre, 3 gennaio 1996), è un calciatore brasiliano, difensore del Flamengo e della nazionale brasiliana.

## Biografia
È figlio di Luís Fernando Ortiz, calcettista brasiliano campione del mondo nel 1992.

## Caratteristiche tecniche
È un difensore centrale.

## Carriera

### Club
Cresciuto nelle giovanili dell'Internacional, ha esordito il 23 febbraio 2017 in occasione del match di Coppa del Brasile vinto 4-1 contro l'Oeste.
Nel gennaio del 2018 è stato ceduto in prestito allo Sport Recife.

### Nazionale
Viene convocato per la prima volta dal Brasile in occasione della fase finale della Coppa America 2021, in sostituzione dell'infortunato Felipe.
Dopo ulteriori convocazioni senza venire impiegato, il 20 marzo 2025 esordisce con la Seleção nel successo per 2-1 contro la Colombia.

## Statistiche

### Presenze e reti nei club
Statistiche aggiornate al 28 maggio 2025.
| Stagione             | Squadra              | Campionato           | Campionato | Campionato | Coppe nazionali | Coppe nazionali | Coppe nazionali | Coppe continentali | Coppe continentali | Coppe continentali | Altre coppe | Altre coppe | Altre coppe | Totale | Totale | Totale |
| Stagione             | Squadra              | Comp                 | Pres       | Reti       | Comp            | Pres            | Reti            | Comp               | Pres               | Reti               | Comp        | Pres        | Reti        | Pres   | Reti   |        |
| -------------------- | -------------------- | -------------------- | ---------- | ---------- | --------------- | --------------- | --------------- | ------------------ | ------------------ | ------------------ | ----------- | ----------- | ----------- | ------ | ------ | ------ |
| 2017                 | Internacional        | PD/RS+B              | 12+13      | 0          | CB              | 6               | 0               | -                  | -                  | -                  | PL          | 0           | 0           | 31     | 0      |        |
| 2018                 | Sport Recife         | A1/PE+A              | 9+6        | 1+0        | CB              | 2               | 0               | -                  | -                  | -                  | -           | -           | -           | 17     | 1      |        |
| 2019                 | RB Bragantino        | A1/SP+B              | 13+30      | 0+3        | CB              | 0               | 0               | -                  | -                  | -                  | -           | -           | -           | 43     | 3      |        |
| 2020                 | RB Bragantino        | A1/SP+A              | 10+33      | 1+3        | CB              | 2               | 0               | -                  | -                  | -                  | -           | -           | -           | 45     | 4      |        |
| 2021                 | RB Bragantino        | A1/SP+A              | 8+24       | 0          | CB              | 4               | 0               | CS                 | 12                 | 0                  | -           | -           | -           | 48     | 0      |        |
| 2022                 | RB Bragantino        | A1/SP+A              | 13+22      | 0+1        | CB              | 1               | 0               | CL                 | 5                  | 0                  | -           | -           | -           | 41     | 1      |        |
| 2023                 | RB Bragantino        | A1/SP+A              | 0+20       | 0+2        | CB              | 0               | 0               | CS                 | 2                  | 1                  | -           | -           | -           | 22     | 3      |        |
| gen.-mar. 2024       | RB Bragantino        | A1/SP+A              | 8+0        | 2+0        | CB              | 0               | 0               | CL                 | 2                  | 0                  | -           | -           | -           | 10     | 2      |        |
| Totale RB Bragantino | Totale RB Bragantino | Totale RB Bragantino | 52+129     | 3+9        |                 | 7               | 0               |                    | 21                 | 1                  |             | -           | -           | 209    | 13     |        |
| mar.-dic. 2024       | Flamengo             | A/RJ+A               | 0+25       | 0+1        | CB              | 9               | 0               | CL                 | 6                  | 1                  | -           | -           | -           | 40     | 2      |        |
| 2025                 | Flamengo             | A/RJ+A               | 9+9        | 2+0        | CB              | 0               | 0               | CL                 | 6                  | 1                  | SdB+Cmc     | 1+0         | 0           | 25     | 3      |        |
| Totale Flamengo      | Totale Flamengo      | Totale Flamengo      | 9+34       | 2+1        |                 | 9               | 0               |                    | 12                 | 2                  |             | 1           | 0           | 65     | 5      |        |
| Totale carriera      | Totale carriera      | Totale carriera      | 221        | 13         |                 | 15              | 0               |                    | 21                 | 1                  |             | 0           | 0           | 257    | 14     |        |

### Cronologia presenze e reti in nazionale
| Cronologia completa delle presenze e delle reti in nazionale ― Brasile | Cronologia completa delle presenze e delle reti in nazionale ― Brasile | Cronologia completa delle presenze e delle reti in nazionale ― Brasile | Cronologia completa delle presenze e delle reti in nazionale ― Brasile | Cronologia completa delle presenze e delle reti in nazionale ― Brasile | Cronologia completa delle presenze e delle reti in nazionale ― Brasile | Cronologia completa delle presenze e delle reti in nazionale ― Brasile | Cronologia completa delle presenze e delle reti in nazionale ― Brasile |
| Data                                                                   | Città                                                                  | In casa                                                                | Risultato                                                              | Ospiti                                                                 | Competizione                                                           | Reti                                                                   | Note                                                                   |
| ---------------------------------------------------------------------- | ---------------------------------------------------------------------- | ---------------------------------------------------------------------- | ---------------------------------------------------------------------- | ---------------------------------------------------------------------- | ---------------------------------------------------------------------- | ---------------------------------------------------------------------- | ---------------------------------------------------------------------- |
| 20-3-2025                                                              | Brasilia                                                               | Brasile                                                                | 2 – 1                                                                  | Colombia                                                               | Qual. Mondiali 2026                                                    | -                                                                      | 90+12’                                                                 |
| 25-3-2025                                                              | Buenos Aires                                                           | Argentina                                                              | 4 – 1                                                                  | Brasile                                                                | Qual. Mondiali 2026                                                    | -                                                                      | 46’ 79’                                                                |
| Totale                                                                 |                                                                        | Presenze                                                               | 2                                                                      |                                                                        | Reti                                                                   | 0                                                                      |                                                                        |

## Palmarès

### Club

#### Competizioni statali
- Campionato Carioca: 1

Flamengo: 2025
- Taça Guanabara: 2

Flamengo: 2024, 2025

#### Competizioni nazionali
- Coppa del Brasile: 1

Flamengo: 2024
- Supercoppa del Brasile: 1

Flamengo: 2025